# Condado de Kluczbork
Nota linguística: Não confundir hrabstwo (condado) com powiat (divisão administrativa)..
Kluczbork (polaco: powiat kluczborski) é um powiat (condado) da Polónia, na voivodia de Opolskie. A sede é a cidade de Kluczbork. Estende-se por uma área de 851,59 km², com 70 519 habitantes, segundo os censos de 2005, com uma densidade 82,81 hab/km².

## Divisões admistrativas
O condado possui:
Comunas urbana-rurais: Byczyna, Kluczbork, Wołczyn
Comunas rurais: Lasowice Wielkie
Cidades: Byczyna, Kluczbork, Wołczyn

## Demografia
População (dados de 30 de Junho de 2005):
|          | Total   | Total | Mulheres | Mulheres | Homens  | Homens |
| -------- | ------- | ----- | -------- | -------- | ------- | ------ |
|          | pessoas | %     | pessoas  | %        | pessoas | %      |
| Total    | 70 519  | 100   | 36 059   | 51,1     | 34 460  | 48,9   |
| Cidades  | 36 009  | 100   | 18 695   | 51,9     | 17 314  | 48,1   |
| Povoados | 34 510  | 100   | 17 364   | 50,3     | 17 146  | 49,7   |